# Virtuellt vatten
Virtuellt vatten är ett miljöekonomiskt begrepp för att beskriva den vattenmängd som krävs för att producera en viss vara.
Hoekstra och Chapagain har definierat den virtuella vattenmängden hos en produkt (en tjänst eller vara) som "volymen av färskvatten som används för att producera produkten, uppmätt på den plats där produkten producerats". Begreppet avser summan av vattenanvändningen i de olika stegen i en varas produktionskedja. Till exempel krävs det ca 1200 liter vatten för att producera 1 kg vete. Genom att tydliggöra vattenförbrukningen kan man uppnå bättre hushållning med vatten i de många regioner som har ont om vatten, och till exempel förlägga vattenkrävande produktion till områden med god vattentillgång.
Professor John Anthony Allan från King's College London och School of Oriental and African Studies introducerade begreppet virtuellt vatten 1993 och blev 2008 belönad för sina insatser med Stockholm Water Prize, som delas ut av Stockholm International Water Institute.  
Exempel på vattenförbrukning vid framställning av varor:
- En liter kranvatten: 1,05 liter
- Ett kg nötkött: 15 400 liter
- Ett kg ost: 5 060 liter
- En kopp kaffe: 130 liter
- Ett ägg: 200 liter